# Devonshire Cougars
Los Devonshire Cougars son un equipo de fútbol de Bermudas que compiten en la Liga Premier de Bermudas, la liga de fútbol más importante del país. 
Son de la ciudad de Devonshire.

## Palmarés
- Liga Premier de Bermudas: 4

2004/05, 2006/07, 2008/09, 2012/13

## Gerencia
- Presidente:  Craig Clarke
- Vicepresidente:  Vance Brown
- Secretaria:  Nadine Browne-Evans